# Chloe Kim
Chloe Kim (Long Beach (Californië), 23 april 2000) is een Amerikaanse snowboardster. Ze vertegenwoordigde haar vaderland op de Olympische Winterspelen 2018 in Pyeongchang en op de Olympische Winterspelen 2022 in Peking en won beide keren de gouden medaille in de halfpipe.

## Carrière
Op de Winter X Games XVIII in Aspen behaalde Kim de zilveren medaille op het onderdeel halfpipe. Een jaar later, tijdens de Winter X Games XIX in Aspen veroverde ze de gouden medaille in de halfpipe. Bij haar wereldbekerdebuut, in januari 2016 in Mammoth Mountain, stond de Amerikaanse direct op het podium. In Aspen nam Kim deel aan de Winter X Games XX. Op dit toernooi won ze wederom goud op het onderdeel halfpipe. Op 6 februari 2016 boekte ze in Park City haar eerste wereldbekerzege. In het seizoen 2016/2017 won de Amerikaanse de wereldbeker in de halfpipe. Tijdens de Olympische Winterspelen van 2018 in Pyeongchang veroverde Kim de gouden medaille in de halfpipe. In het seizoen 2017/2018 prolongeerde ze de wereldbeker in de halfpipe.
Op de FIS wereldkampioenschappen snowboarden 2019 in Park City werd de Amerikaanse wereldkampioene in de halfpipe. In Aspen nam Kim deel aan de FIS wereldkampioenschappen snowboarden 2021. Op dit toernooi prolongeerde ze de wereldtitel in de halfpipe. Tijdens de Olympische Winterspelen van 2022 in Peking veroverde ze de gouden medaille in de halfpipe.

## Resultaten

### Olympische Winterspelen
| Jaar | Plaats      | Resultaten |
| ---- | ----------- | ---------- |
| 2018 | Pyeongchang | Halfpipe   |
| 2022 | Peking      | Halfpipe   |

### Wereldkampioenschappen
| Jaar | Plaats    | Resultaten |
| ---- | --------- | ---------- |
| 2019 | Park City | Halfpipe   |
| 2021 | Aspen     | Halfpipe   |

### Wereldbeker
Eindklasseringen
| Seizoen   | Algm   | HP    |
| --------- | ------ | ----- |
| 2015/2016 | 7e     | Brons |
| 2016/2017 | 6e     | Goud  |
| 2017/2018 | Zilver | Goud  |
| 2018/2019 | 9e     | 4e    |
| 2020/2021 | Brons  | Goud  |

Wereldbekerzeges
| Datum            | Plaats          | Onderdeel |
| ---------------- | --------------- | --------- |
| 6 februari 2016  | Park City       | Halfpipe  |
| 16 december 2016 | Copper Mountain | Halfpipe  |
| 21 januari 2017  | Laax            | Halfpipe  |
| 8 september 2017 | Cardrona        | Halfpipe  |
| 9 december 2017  | Copper Mountain | Halfpipe  |
| 8 december 2018  | Copper Mountain | Halfpipe  |
| 19 januari 2019  | Laax            | Halfpipe  |
| 23 januari 2021  | Laax            | Halfpipe  |
| 21 maart 2021    | Aspen           | Halfpipe  |
| 15 januari 2022  | Laax            | Halfpipe  |
| 18 januari 2025  | Laax            | Halfpipe  |